# 向陽区 (ジャムス市)
向陽区（こうよう-く）は中華人民共和国黒竜江省ジャムス市に位置する市轄区。

## 地理
松花江の中州として柳樹島がある。

## 行政区画
6街道と直轄の8村を管轄：
- 街道：西林街道、保衛街道、橋南街道、西南崗街道、建設街道、長安街道

## 教育

### 大学
- ジャムス大学（中国語版）

## 健康・医療・衛生
- ジャムス大学附属第一医院
- ジャムス大学附属第三医院（ジャムス大学康復医学院）
- ジャムス市中心医院